# Роджерс, Кадим
Кади́м Ро́джерс (англ. Cadeem Rogers; род. 15 декабря 2002) — ангильский футболист, нападающий клуба «Кикс Юнайтед». Выступал за сборную Ангильи.

## Клубная карьера
Выступает на родине за многократного чемпиона Ангильи — «Кикс Юнайтед».

## Карьера в сборной
Выступал за юношескую сборную Ангильи. С осени 2019 года привлекается к играм национальной сборной. В заявку впервые попал 6 сентября на игру Лиги наций КОНКАКАФ с Гватемалой. Встреча завершилась поражением 0:10, а Роджерс на поле не появился. Дебют в сборной состоялся 10 ноября в товарищеской игре с Тринидадом и Тобаго. Роджерс вышел в стартовом составе и был заменён на 50-й минуте при счёте 0:11. Игра в итоге завершилась самым крупным поражением в истории сборной Ангильи 0:15.

## Статистика выступлений

### В сборной
| Матчи и голы Кадима Роджерса за национальную сборную Ангильи | Матчи и голы Кадима Роджерса за национальную сборную Ангильи | Матчи и голы Кадима Роджерса за национальную сборную Ангильи | Матчи и голы Кадима Роджерса за национальную сборную Ангильи | Матчи и голы Кадима Роджерса за национальную сборную Ангильи | Матчи и голы Кадима Роджерса за национальную сборную Ангильи |
| №                                                            | Дата                                                         | Оппонент                                                     | Счёт                                                         | Голы                                                         | Соревнование                                                 |
| ------------------------------------------------------------ | ------------------------------------------------------------ | ------------------------------------------------------------ | ------------------------------------------------------------ | ------------------------------------------------------------ | ------------------------------------------------------------ |
| 1                                                            | 10 ноября 2019                                               | Тринидад и Тобаго                                            | 0:15                                                         | 0                                                            | Товарищеский матч                                            |

Итого:1 матч и 0 голов; 0 побед, 0 ничьих, 1 поражение.